# Onthophagus wallacei
Onthophagus wallacei är en skalbaggsart som beskrevs av Edgar von Harold 1871. Onthophagus wallacei ingår i släktet Onthophagus och familjen bladhorningar. Inga underarter finns listade i Catalogue of Life.